# Nematophyta
Nematophyta é um grupo de organismos terrestres, provavelmente plantas (apesar da sua bioquímica possuir uma afinidade algal), conhecidas apenas do registo fóssil, entre o Silúrico superior e o princípio do Devónico (sílex de Rhynie).  O seu género-tipo, Nematothallus, que tipifica o grupo, foi descrito pela primeira vez por Lang em 1933, que visionou uma planta talosa, com estruturas tubulares e esporófitos, cobertos por uma cutícula que preservou as impressões das células subjacentes. Apesar de Lang ter encontrado restos abundantes das três estruturas, estes estavam desagregados e nenhum deles estava ligado a outra estrutura, levando a que a sua reconstrução dos restos vegetais fosse altamente conjectural.

## Características
Os organismos classificados como Nematophyta possuem estrutura talosa (sem diferenciação em raiz, caule e folhas), com tecidos formados por filamentos entrelaçados. Esses filamentos, chamados de nematóforos, são frequentemente encontrados em matrizes orgânicas fossilizadas. As estruturas anatômicas desses fósseis ainda são de difícil interpretação, e sua afinidade biológica continua sendo motivo de debate entre paleobotânicos.
A falta de uma definição clara sobre os nematófitos levou a que este grupo fosse utilizado como um táxon "caixote do lixo", onde todo o tipo de tubos e cutículas com padrões de células impressos de idade do Silúrico eram denominados nematofíticos, mais com o estatuto de ignorância, do que com um estatuto cientificamente relevante.

## Classificação taxonômica
A taxonomia de Lineu tenta acomodar a maioria dos grupos fósseis à medida que tende a formar grupos-tronco dos táxons modernos. Assim sendo, apesar das tentativas de formalizar a nomenclatura de Nematothalli, a hierarquia de classe, ordem e família é melhor entendida como um grupo-tronco  dos embriófitos (plantas terrestres modernas), com as algas verdes a serem, por sua vez, um grupo-tronco para os nematófitos. De facto, uma vez que nenhuma estrutura reprodutiva ou vegetativa comuns em plantas terrestres é observada, pode até nem ser seguro assumir esta relação entre grupos.
A classificação de Nematophyta permanece controversa. Por se tratar de um "form táxon" (grupo baseado na morfologia e não necessariamente em relação evolutivas reais), já foi proposto que representam algas complexas, fungos gigantes, ou mesmo um grupo extinto de plantas primitivas. Alguns autores sugerem que certos membros do grupo, como Prototaxites, podem representar fungos ou líquens gigantes, e não plantas verdadeiras.[carece de fontes?]

## Fósseis importantes
Entre os fósseis mais notáveis associados a Nematophyta estão:
- Prototaxites: organismos enigmáticos de grandes dimensões, com até 8 metros de altura, encontrado em depósitos do Devoniano. Sua estrutura lembra um tronco, embora não possua vasos condutores verdadeiros.
- Nematothallus: estrutura fóssil laminar composta por tubos microscópicos, possivelmente relacionada a algas ou fungos.

## Importância evolutiva
Nematophyta desempenham um papel importante no entendimento da colonização do ambiente terrestre por organismos fotossintetizantes. Sua presença em rochas do Siluriano e Devoniano, períodos anteriores à diversificação das plantas vasculares, indica que já existiam formas complexas de vidas terrestres antes do surgimento de plantas com tecidos condutores especializados.

## Distribuição e ocorrência
Fósseis de Nematophyta foram encontrados em diversas regiões do mundo, incluindo Canadá, Escócia, EUA e partes da Europa continental. Esses fósseis datam aproximadamente 420 a 380 milhões de anos atrás.[carece de fontes?]